# غونزالو أغيار
غونزالو أغيار (بالإسبانية: Gonzalo Aguiar)‏ هو دراج إسباني، ولد في 11 أبريل 1966 في فيغو في إسبانيا.

## وصلات خارجية
- غونزالو أغيار على موقع إحصائيات الدراجات الإحترافية (الإنجليزية)
- غونزالو أغيار على موقع أوليمبيديا (الإنجليزية)